# Ligne de trolleybus 32 (Liège)
La Ligne de trolleybus 32 de Liège reliait le Théâtre Longdoz à Vaux-Sous-Chêvremont.

## Histoire
Cette ligne a été ouverte en juin 1938 afin de remplacer la ligne de tramway 15. La ligne a subi des modifications de trajet à la suite de la création de la ligne 33. Le 29 mars 1969, cette ligne de trolleybus disparait, laissant place au bus.